# Giglio Tomasi
Giglio Tomasi (6 luglio 1964) è un ex sciatore alpino italiano.

## Biografia
Originario di Ponte di Legno, Tomasi vinse la coppa Italia nel 1985, il titolo nazionale italiano di slalom gigante nel 1986 e si piazzò al 2 posto in super gigante, nel 1987 2 posizione ai campionati nazionali italiani in slalom gigante, nel 1988 vinse il titolo mondiale militare a Courmayeur in slalom gigante, nello stesso anno sempre in slalom gigante 3 ai campionati italiani assoluti, nella medesima specialità ottenne l'unico piazzamento in Coppa del Mondo, il 29 novembre 1988 a Val Thorens (9º), e l'ultimo risultato della sua carriera agonistica, la medaglia di bronzo ai Campionati italiani 1989. Fece parte del quartetto azzurro ai Campionati mondiali nel 1989 a Vai. Non prese parte a rassegne olimpiche né ottenne piazzamenti iridati.

## Palmarès

### Coppa del Mondo
- Miglior piazzamento in coppa del mondo 9 a Val Thorenes nel 1988
- Nel 1989 fa parte del quartetto azzurro ai mondiali di Vail

. CAMPIONATI MONDIALI MILITARI
. 1 oro (slalom gigante nel 1988 Courmayeur)
. COPPA ITALIA
. 2 argento (classifica generale nel 1984)
. 1 oro (classifica generale nel 1985)

### Campionati italiani
- 4 medaglie[1]:
  - 1 oro (slalom gigante nel 1987)
  - 2 argenti (supergigante nel 1987; slalom gigante nel 1988)
  - 1 bronzo (slalom gigante nel 1989)